# Nike des Paionios

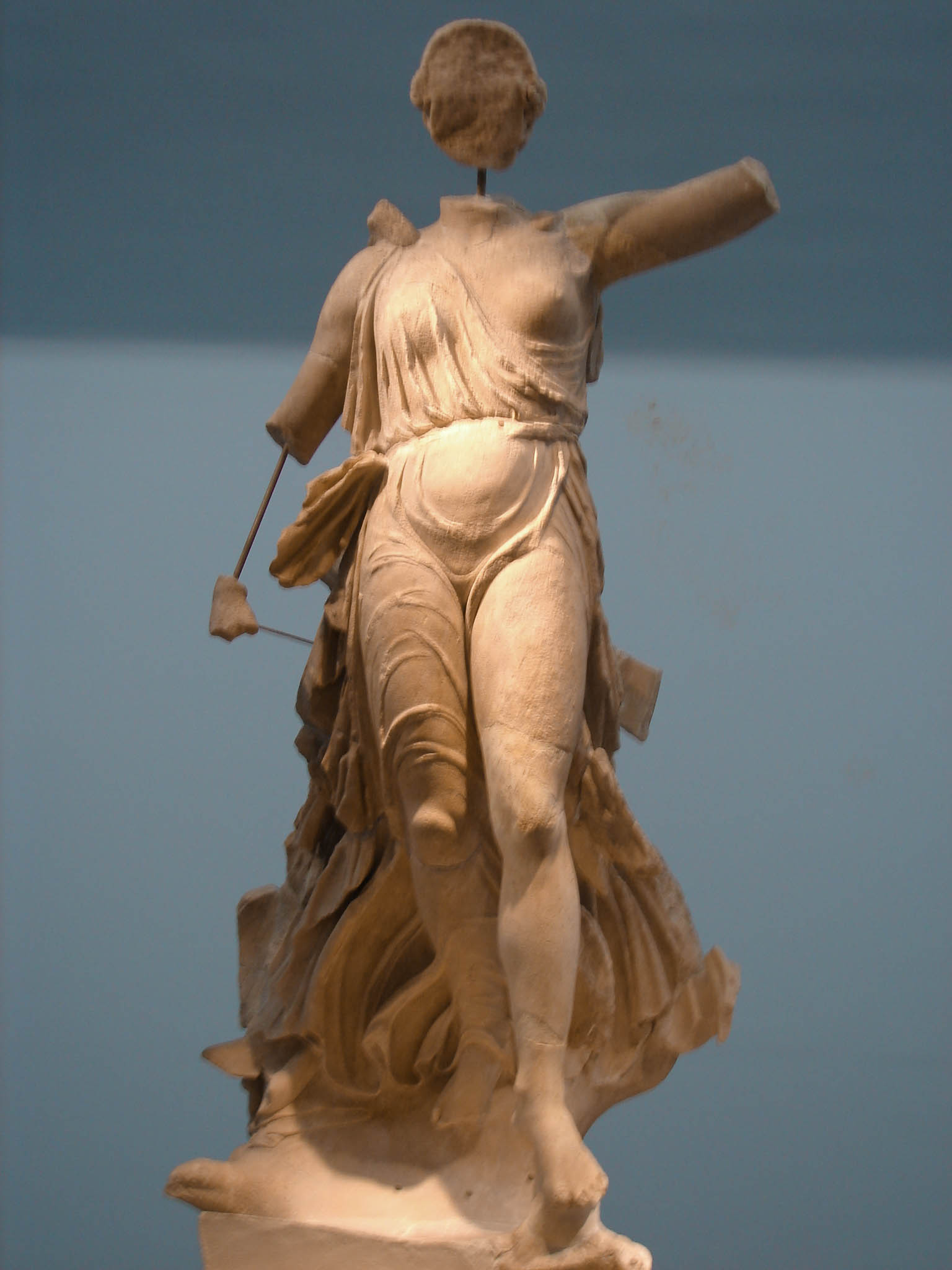
Nike des Paionios mit Kopfteil

Die Nike des Paionios ist eine der wenigen antiken rundplastischen Nikedarstellungen, die als Künstleroriginal erhalten blieb. Der griechische Bildhauer Paionios von Mende schuf die Klassische Skulptur um 420 v. Chr. aus parischem Marmor. Gestiftet wurde die Nike dem Gott Zeus in Olympia von den mit Athen im Attischen Seebund verbündeten Messeniern und Naupaktiern. Anlass der Weihung war ein Sieg in einem nicht näher bezeichneten Krieg, bei dem es sich aber vermutlich um den Peloponnesischen Krieg handelt. Im 5. Jahrhundert v. Chr. wird die Nike zu einem Synonym für einen militärisch erlangten Sieg und kann hier erstmals mit historischen Geschehen in Verbindung gebracht werden.
Das Original der Skulptur ist heute im Archäologischen Museum in Olympia zu sehen (Inventarnummer 46-8).

## Fundgeschichte

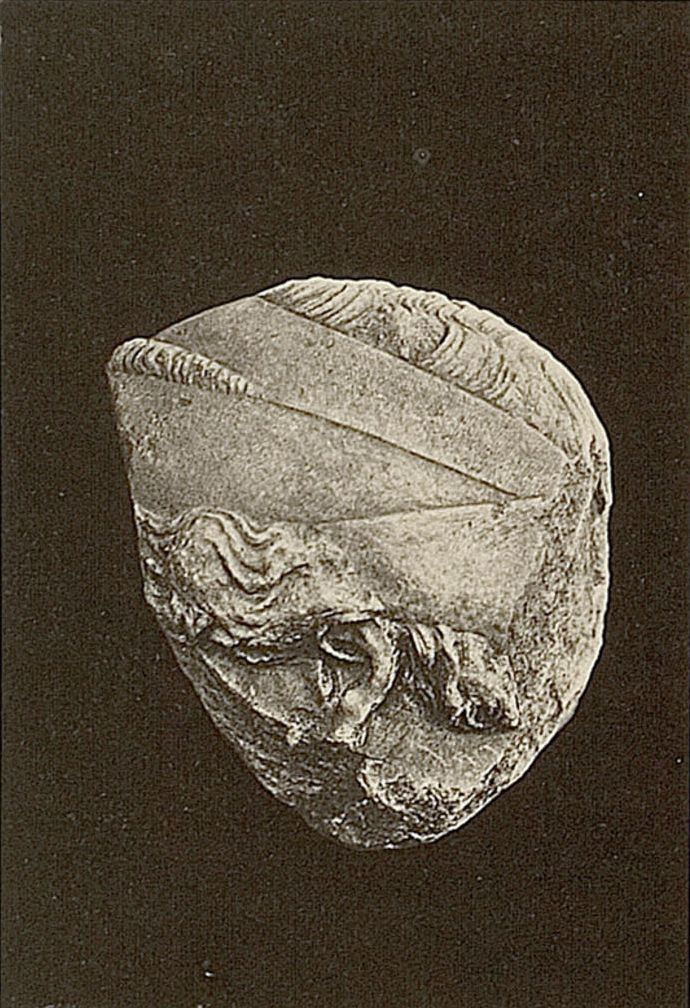
Kopf der Nike (Seitenansicht). Streufund

Die fragmentarisch erhaltenen Überreste der Skulptur und der Basis wurden bei den deutschen Grabungskampagnen von Oktober 1875 bis Mai 1876 und der Jahre 1880 und 1881, unter der Leitung von Ernst Curtius, Gustav Hirschfeld und Friedrich Adler, in Olympia aufgefunden und konnten durch Übereinstimmung in Material und Bearbeitungsspuren einer einzigen Figur zugeordnet werden. Im März 1876 entdeckten Curtius und Adler das in situ liegende Fundament der dreieckigen Basis, deren einzelne Blöcke und die Plinthe ebenfalls erhalten sind. Die Einlassspuren der Plinthe lassen eine Zuweisung an die Skulptur der Nike des Paionios zu und lokalisieren den ursprünglichen Standort der Nike etwa 30 Meter südöstlich des Zeustempels in Olympia, wo sie als Beuteanathem aufgestellt worden war.
Der Kopf der Statue wurde am 3. November 1879 mehr als 100 Meter von der Basis entfernt gefunden. Er konnte anhand stilistischer und metrischer Untersuchungen der Statue zugeordnet werden.

## Beschreibung

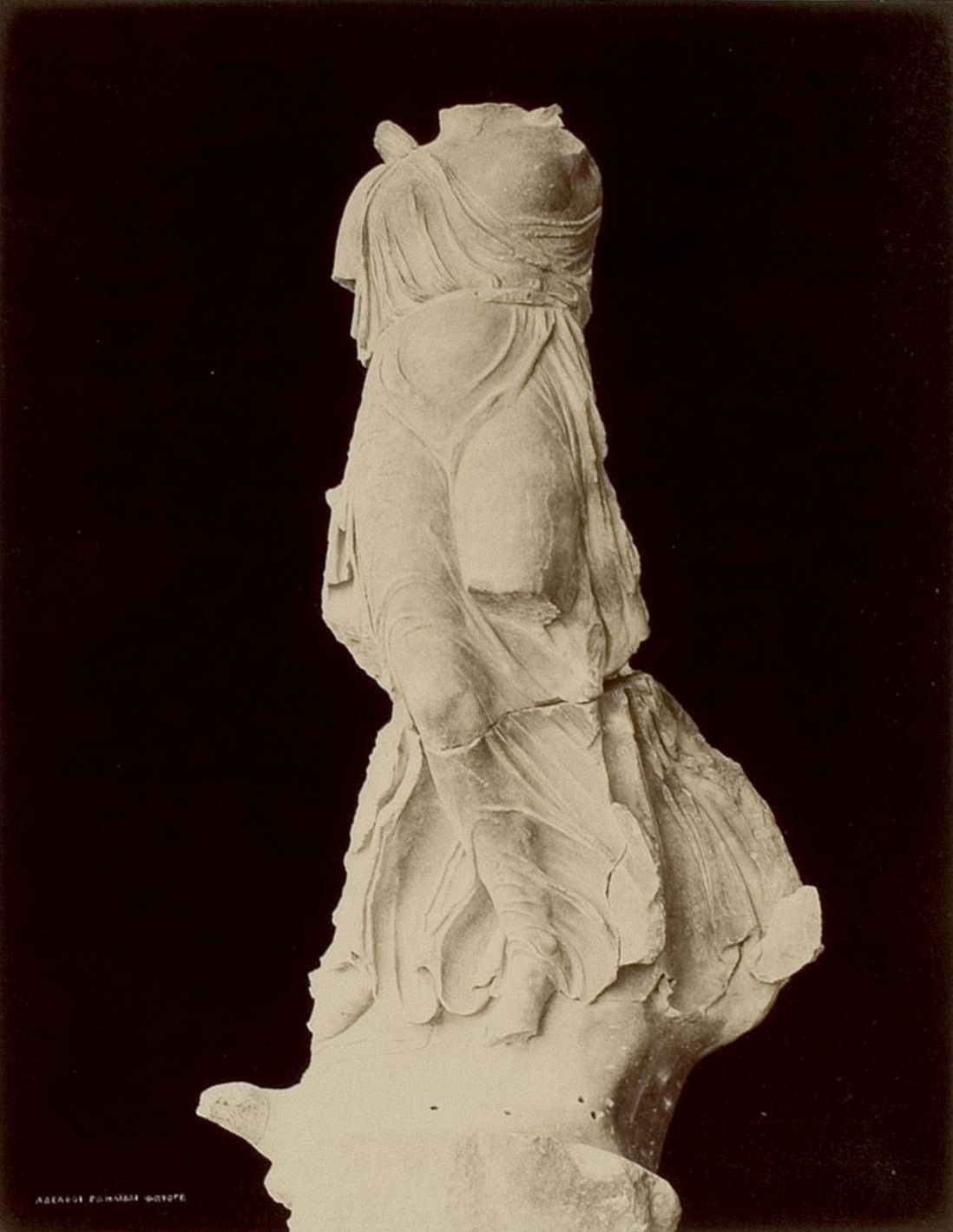
Nike des Paionios in ihrem Fundzustand 1876

Die Figur ist nur fragmentarisch erhalten. Ober- und Unterkörper der Nike sind weitestgehend erhalten geblieben und zeigen eine weibliche Figur mit Flügelansätzen an den Schultern. Die Nike ist schwebend dargestellt und mit einem Himation bekleidet, welches sich hinter ihr aufwölbt. Sie trägt zudem ein dünnes Untergewand, das an der rechten Schulter von einer Fibel gehalten wird. Von der linken Schulter hat sich das Gewand gelöst und gibt die Brust frei. An der Taille wird das teils als Chiton, teils als Peplos gedeutete Gewand durch einen Gürtel gehalten. Die feinteiligen Gewandfalten heben sich von den breiten, regelmäßigen Falten des himation ab, der auf diese Weise als deutlich schwererer Stoff gekennzeichnet ist. Der linke Unterarm der Figur bewegt sich beinahe waagerecht vom Körper weg. Zudem zeigt der Faltenverlauf des himation, dass der fehlende linke Unterarm nach oben angewinkelt gewesen sein muss und sie das himation mit der linken Hand in die Höhe gerafft hielt. Der rechte Oberarm und das dazugehörige Handfragment hingegen waren parallel zum Körper ausgerichtet. Neben den Flügeln und dem Gesicht fehlen der Hals, beide Unterarme, die linke Hand und der größte Teil des himation. Die Figur weist eine Höhe von 1,95 Metern (mit Kopf 2,21 Metern) auf.
Die Nike des Paionios mit ihren nicht erhaltenen, ursprünglich ausgebreiteten Flügeln ist vom Himmel herabschwebend dargestellt. Sie scheint den linken, vorgesetzten Fuß bereits zur Landung angesetzt zu haben. Jedoch berührt sie den Boden nicht, da sich unter ihren Füßen ein Adler befindet. Dieser trennt die Skulptur von der Plinthe.
Die scheinbar schräge Hüftlinie ist nur auf den Gürtel und das nach rechts wehende apoptygma zurückzuführen. Der Oberkörper der Figur folgt demzufolge nicht den Regeln der Ponderation. Daraus ergibt sich, dass der Unterkörper der Nike wie der einer stehenden Skulptur aufgebaut ist. Durch verschiedene Elemente wird dem Betrachter jedoch deutlich gemacht, dass sie keineswegs steht. Das linke Bein ist vorgestellt, während das rechte zurückgesetzt und verkürzt scheint. Tatsächlich kann die Skulptur bedingt als ponderiert bezeichnet werden, wenn ihr rechtes als Spielbein und das linke als Standbein begriffen wird. Zusätzlich bewirkte die dreiseitige Form des Pfeilers, dass dieser durch die starre Einansichtigkeit der Figur nicht mehr als geometrischer Körper, sondern als Fläche wahrgenommen wurde. Dementsprechend wirkte er nicht als Standfläche für die Nike. So sind die Form des Pfeilers, die Positionierung der Nike und die auf Frontansicht gearbeitete Figur künstlerische Gestaltungselemente, die die Darstellung des Schwebens unterstützen.

## Inschriften
Auf einigen Blöcken der Basis sind die zum Monument gehörigen Inschriften erhalten.

### Die Dedikationsinschrift
| Inschrift                                                                    | Übersetzung                                                                                     |
| ---------------------------------------------------------------------------- | ----------------------------------------------------------------------------------------------- |
| »Μεσσάνιοι καὶ Ναυπάκτιοι ἀνέθεν Διὶ / Ολυμπίωι δεκάταν ἀπὸ τῶν πολεμίων«[4] | Die Messenier und Naupaktier weihten dies dem olympischen Zeus aus dem Zehnten der Kriegsbeute. |
Die zweizeilige Dedikationsinschrift ist auf Block E des Pfeilers erhalten. Aus ihr geht hervor, dass die Messenier und die Naupaktier dieses Monument dem olympischen Zeus aus dem Zehnten ihrer Kriegsbeute weihten. Jedoch wird die Zuweisung zu einem bestimmten Weihanlass und damit an eine bestimmte Schlacht dadurch erschwert, dass die besiegten Feinde in der Inschrift nicht namentlich genannt werden. Weitere Informationen geben Schriften des Pausanias und des Thukydides. Beide antiken Autoren befassen sich mit dem Anlass der Weihung. Pausanias gibt an, dass die Messenier behaupteten, sie hätten die Nike anlässlich ihres Sieges im Jahr 425 in der Schlacht von Sphakteria, einer kleinen Insel vor Pylos, geweiht und den Namen der Besiegten aus Furcht vor den Lakedaimoniern nicht genannt, „denn vor den Akarnanen und Oiniaden fürchte sich doch niemand“. Pausanias selbst allerdings widerspricht dieser Auslegung und glaubt vielmehr, dass gerade eine Schlacht gegen die Akarnanen und Oiniaden um 455 v. Chr. der tatsächliche Anlass dieser Weihung gewesen sei.
Friedrich Koepp schreibt hierzu, „die Messenier geben die als ihre Feinde aus, die zu fürchten am wenigsten schimpflich, die zu besiegen aber am Rühmlichsten war“.
Der von Pausanias angegebene Weihanlass kann jedoch nicht den Gegebenheiten entsprechen, da die Akarnanen in dieser Schlacht auf Seiten der Athener kämpften und somit nicht Feinde, sondern Bundesgenossen der Messenier waren. Zudem ist es aufgrund von stilistischen Merkmalen undenkbar, das Monument mit einer Schlacht um 455 v. Chr. und daran anknüpfend mit einer Datierung der Skulptur in die Mitte des 5. Jh. v. Chr. in Verbindung zu bringen.
Außerdem kann die von Pausanias wiedergegebene Behauptung der Messenier, die Schlacht von Sphakteria sei Anlass der Weihung, nicht ohne weiteres akzeptiert werden. So erwähnt Thukydides in seinem Bericht über ebendiese Schlacht neben den Messeniern nur allgemein deren Hilfstruppen, nicht aber explizit die Naupaktier. Zudem konnte bei Sphakteria kaum soviel Beute gemacht worden sein, dass das Zehnte für ein solches Denkmal ausgereicht hätte.
Koepp konnte jedoch feststellen, dass die Nichterwähnung der Feinde in der Inschrift keineswegs einen Einzelfall darstellt. Sie ist nicht das einzige Anathem in Olympia gewesen, das den Namen der besiegten Feinde nicht nennt. Er stellt in Frage, dass die Messenier die Feinde aus Angst vor den Spartanern nicht erwähnten. Es ist durchaus denkbar, in der Schlacht von Sphakteria einen Anlass für die Weihung zu sehen. Das Nichterwähnen der Feinde kann damit erklärt werden, dass nicht eine, sondern gleich mehrere erfolgreiche Schlachten im archidamischen Krieg das Motiv dieser Weihung darstellten.
Der eigentliche Anlass der Weihung kann anhand der Dedikationsinschrift demnach nicht abschließend geklärt werden. Jedoch stehen hier eindeutig politische und nicht sportliche Motive im Vordergrund.

### Die Künstlerinschrift
| Inschrift                                                               | Übersetzung |
| ----------------------------------------------------------------------- | --- |
| »Παιώνιος ἐποίησε Μενδαῖος καὶ τἀκρωτήρια ποιῶν ἐπὶ τὸν ναὸν ἐνίκα«[11] | „Paionios von Mende hat mich gemacht und er siegte [beim Wettbewerb um den Auftrag] für die Akrotere des Tempels“. |
Unmittelbar unter der Dedikationsinschrift hat sich auf Block E des Pfeilers die ebenfalls zweizeilige Künstlerinschrift erhalten. Aus ihr geht deutlich hervor, dass Paionios von Mende der Schöpfer der Skulptur war, zudem aber auch für die Akrotere des angrenzenden Zeustempels verantwortlich gewesen ist. Die erwähnten Akrotere sind archäologisch nicht überliefert. In der Inschrift weist Paionios explizit darauf hin, dass er nicht nur der Bildhauer der Nike sei, sondern darüber hinaus auch einen Künstlerwettbewerb gewonnen habe. Dieser Wettbewerb war veranstaltet worden, um den Auftrag für die Herstellung der Akrotere des Zeustempels zu vergeben. Auffällig ist das künstlerische Eigenbewusstsein, das Paionios veranlasste, diese Siegesstatue auch dahingehend zu verwenden, seinen persönlichen Erfolg zu dokumentieren.

### Die Krisisinschrift

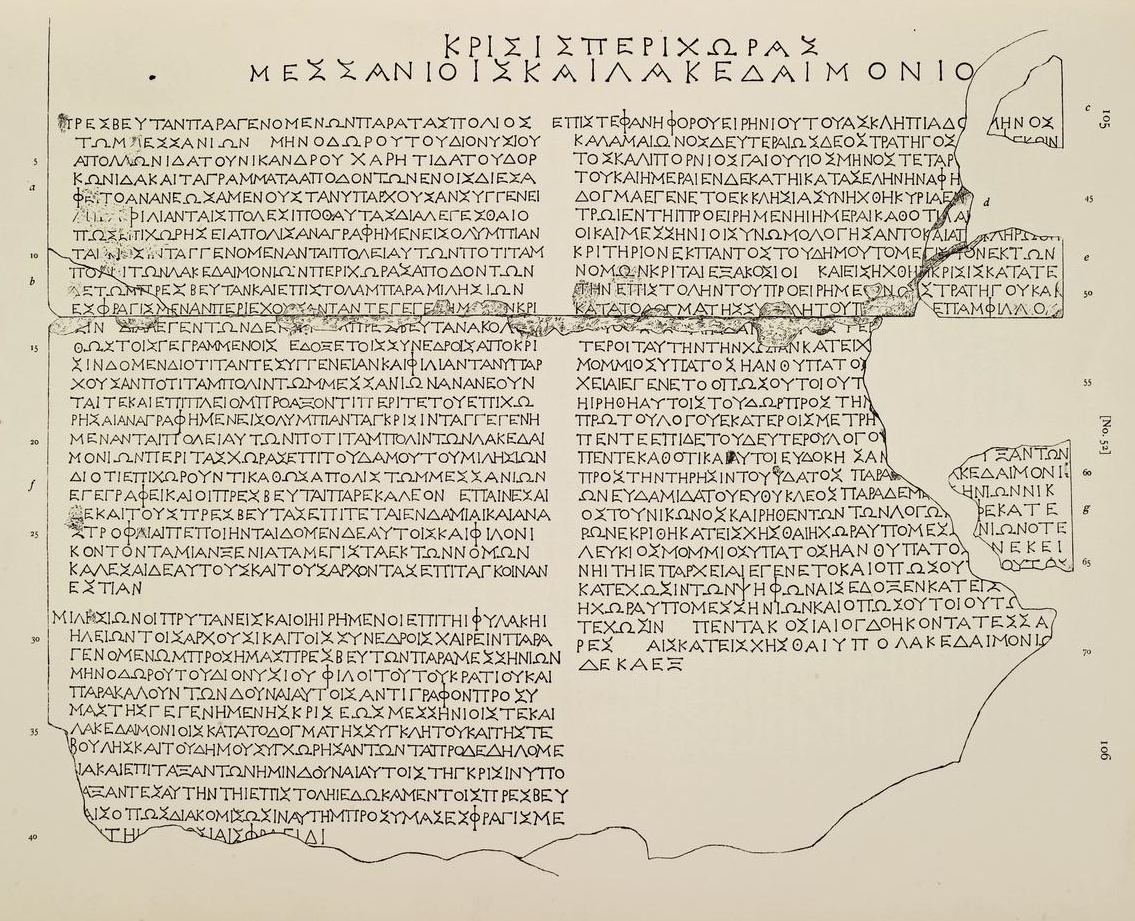
Umzeichnung der Krisisinschrift

Die jüngste der erhaltenen Inschriften ist die so genannte Krisisinschrift. Sie beinhaltet einen Schiedsspruch der Milesier über die Zugehörigkeit der Dentheliatis, dem Grenzgebiet zwischen Messene und Sparta. Der in der Inschrift erwähnte römische Konsul Quintus Calpurnius Piso erlaubt es, den Schiedsspruch in das Jahr 135 v. Chr. zu datieren.
Auch Tacitus berichtet von einem langwierigen Streit, in dem beide Parteien ihre Besitzansprüche gegenüber dem im Grenzgebiet liegenden Heiligtum der Artemis Limnatis geltend machten. Im Jahre 146 v. Chr. ordnete Lucius Mummius letztendlich die Gebietsverhältnisse in Griechenland neu und übertrug es den Milesiern zu richten. Er setzte erneut ein Schiedsgericht ein, um die Zugehörigkeit des umstrittenen Gebietes festzulegen. Die Milesier entschieden zu Gunsten der Messenier und sprachen Messene dieses wirtschaftlich unbedeutende Landstück zu. Das Anbringen der Krisisinschrift, die einen Sieg über Sparta zum Inhalt hat, am Pfeiler der Paionios-Nike verdeutlicht, dass auch 300 Jahre nach der Aufstellung des Anathems, dessen antispartanische Bedeutung im Bewusstsein der Athener nicht verloren gegangen war.

## Rekonstruktion

### Die Basis
Curtius und Adler fanden ausreichende Überreste des Pfeilers, um ihn detailliert rekonstruieren zu können. Er bestand aus insgesamt 12 Blöcken, die sich nach oben hin verjüngten. So weist der unterste Block A ein Seitenmaß von ca. 1,90 Meter auf. Der oberste Block N dagegen nur noch ca. 1,19 Meter. Die Einlassspuren auf der Plinthe zeigen, dass die ursprünglich darauf befindliche Skulptur auf die nach Osten gerichtete Längsseite des dreiseitigen Pfeilers hin ausgerichtet war. Die Gesamthöhe des Pfeilers wird auf 8,50 Meter Höhe rekonstruiert.

### Die Skulptur

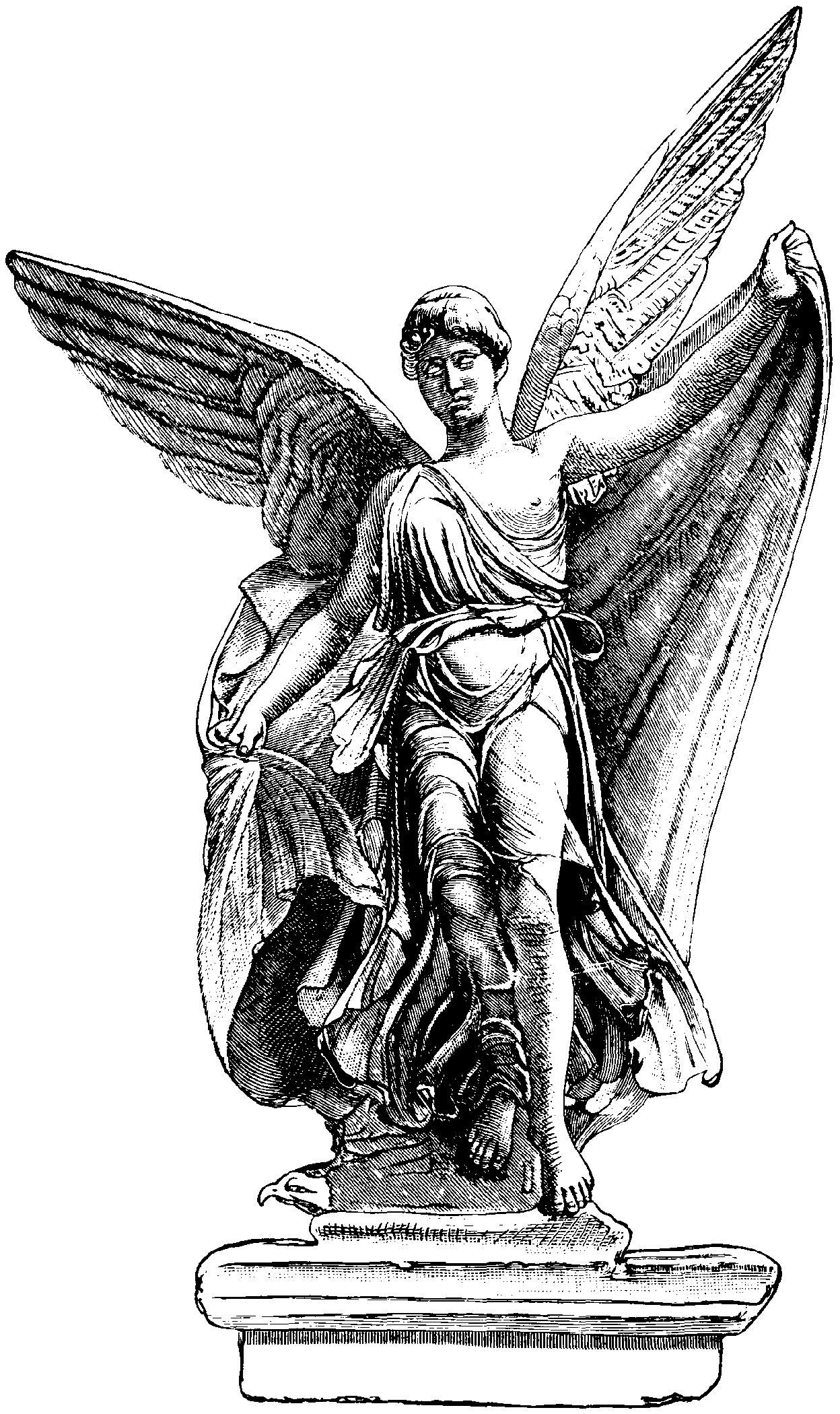
Rekonstruktionszeichnung nach Grüttner

Aufgrund der erhaltenen Substanz ist eine annähernd vollständige Rekonstruktion der Figur möglich.
Der erste Versuch hierzu wurde von Richard Grüttner im Jahre 1883 vorgestellt und zeigt die Nike mit einem Palmwedel in der rechten Hand, während der Saum ihres sich im Wind wölbenden Mantels hinter ihr frei in der Luft ruht.
Eine weitere Rekonstruktion wurde auf Grundlage der früheren Arbeit Grüttners 1894 von Rühm erstellt. Er nimmt leichte Veränderungen vor, wobei die auffälligste sich wiederum auf die rechte Hand bezieht. Rühm zeigt die Nike ohne ein Attribut zu ergänzen. Sie hält ihren Mantel nicht nur mit der Linken, sondern auch mit der Rechten fest. So wird die Illusion des Schwebens und des sich im Wind aufblähenden Mantels wirklichkeitsnah dargestellt. In dieser Rekonstruktion sind nicht nur der Faltenverlauf des Mantels, soweit er rekonstruiert werden konnte, berücksichtigt, sondern auch die weiteren der Skulptur zugehörigen Bruchstücke, welche bei den Grabungen zu Tage kamen.
Eine dritte Rekonstruktion wurde 1918 wiederum von Grüttner angefertigt und stellt eine überarbeitete Fassung seiner ersten Arbeit dar. Diese lässt die Nike das Mantelende mit der rechten Hand fassen. Er postuliert allerdings eine Siegesbinde als weiteres Attribut, welches er der Nike zusätzlich in die Hand gibt.
Eine Rekonstruktion und die inhaltliche Deutung des Motivs werden durch die Tatsache erschwert, dass Nike auf Vasenbildern meist in unterschiedlichen Funktionen dargestellt wird. Diese lassen keinen eindeutigen Aufgabenkreis der Nike erkennen. Auch ändert sich mit dem Ende der Archaik die beinahe stereotype Darstellungsweise der Nike im Knielaufschema, sodass neben weiteren aufkommenden Bewegungsmotiven auch der Wirkungsbereich der Nike wächst.
In der rotfigurigen Vasenmalerei erscheint sie als Spenderin beim Opfer, als Begleiterin von agonalen Wettkämpfen, als Attribut einer siegbringenden Gottheit oder, wie auf einem Bronzeblech des frühen 5. Jh. v. Chr. dargestellt, als Wagenlenkerin eines Viergespanns. Die Darstellung in Verbindung mit einem militärisch errungenen Sieg bildet in der Vasenmalerei allerdings nur einen geringen Aspekt ihres Wesens. In der Rundplastik hingegen ist dieser Punkt der einzige Aspekt, der Beachtung findet. Dies ergibt sich aus der Aufstellung der Nikedarstellungen als Anatheme. Hier erscheint sie als Einzelfigur ohne Attribute. Es liegt auf der Hand, dass während Nike in anderen Kunstgattungen fast ausschließlich anhand ihrer Attribute und der Begleitszenen begriffen wird, dies in der Rundplastik nicht nötig erscheint. Sie findet allein als Symbol für einen errungenen militärischen Sieg Verwendung.
Zur Rekonstruktion des Gesichtes lässt sich zudem eine römische Replik eines Kopfes aus der Sammlung Hertz in Rom heranziehen, der auf ein griechisches Vorbild aus dem letzten Viertel des 5. Jh. v. Chr. zurückgeht. Dieser so genannte Hertzsche Kopf ist beinahe identisch mit dem erhaltenen Bruchstück des Kopfes der Nike des Paionios. In Übereinstimmung mit dem Hertzschen Kopf kann für die Nike das in feinen Wellen über den Kopf gelegte Haupthaar mit dem Haarband und das im Nacken zusammen genommene Haar mit Locken hinter den Ohren rekonstruiert werden.

## Aufstellungskontext
Nach ihrem Sieg über die Athener und ihrer Verbündeten in der Schlacht von Tanagra im Jahre 457 v. Chr. stifteten die Spartaner einen goldenen Schild nach Olympia, den sie zusammen mit einem Inschriftenstein am First des Zeustempels anbringen ließen. Die Inschrift, die nicht vollständig erhalten ist, konnte aber mit Hilfe des Pausaniastextes vervollständigt werden. Dieses Anathem konnte durch die Anbringung am wichtigsten Tempel des Heiligtums von jedem antiken Betrachter deutlich als die verbildlichte Niederlage Athens wahrgenommen werden. Zudem war es am höchsten Punkt des Tempels angebracht, welches die Bedeutsamkeit dieses spartanischen Sieges und die Hervorhebung des Zeus als offiziellen Träger dieses Sieges noch steigert. Auch ohne die Inschrift dürfte dem antiken Betrachter die Intention und das ideologische Konzept dieses Anathems bekannt gewesen sein.
Die Herausstellung dieses spartanischen Sieges sollte die militärische Überlegenheit des spartanischen Staates gegenüber den Athenern im Peloponnesischen Krieg demonstrieren. Vor diesem Hintergrund erlangt die Aufstellung der Nike des Paionios, die eine deutliche antispartanische Intention aufweist, eine besondere Bedeutung.
Sie muss als eine bildliche und politische Antwort auf das Anathem der Spartaner gesehen werden, die allein durch die Aufstellung nicht nur den spartanischen Sieg bei Tanagra schmälert, sondern auch den Kampf um die Vormachtstellung zwischen Athen und Sparta in Bilder fasst. Auf diese Weise wird der Konflikt zwischen Athen und Sparta auch im Heiligtum von Olympia ausgetragen.
Die Nike des Paionios steht in direktem Zusammenhang mit dem so genannten Tanagra-Schild und nimmt konkret Bezug auf das Anathem. Durch die Aufstellung der Nike mit dem Rücken zum Zeustempel bot sich dem antiken Betrachter von Osten her ein beeindruckendes Bild. Die Nike des Paionios machte durch diese Art der Aufstellung den Zeustempel und das daran angebrachte antiathenische Anathem zu ihrer Kulisse. Sie drückte so die Überlegenheit Athens aus und tilgte den Erfolg der Spartaner symbolisch.
Ein weiteres Denkmal, das sich in diesen Anathemdialog einreiht, sind die so genannten Niken des Lysander. Sie sind archäologisch nicht überliefert, sondern nur durch eine Erwähnung bei Pausanias bekannt und können allein durch ihr Motiv in einen engen inhaltlichen Zusammenhang mit der Nike des Paionios gebracht werden. Dass es sich sicher um eine Übernahme des Motivs aus Olympia handelt und die Niken des Lysander nach der Nike der Messenier zu datieren sind, ergibt sich aus der zugehörigen Inschrift und dem Kommentar des Pausanias. Die Niken des Lysander wurden nach der Schlacht bei Aigospotamoi im Heiligtum der Athena Ergane in Sparta aufgestellt und orientieren sich in ihrer Ausarbeitung an der Nike des Paionios.
Die Übernahme dieses Motivs nach Sparta, welches in Olympia eindeutig mit einer antispartanischen Intention behaftet ist, ist nicht unbewusst geschehen und hat rein denkmalpolitische Hintergründe.
Dem Motiv kommt in diesem Zusammenhang also eine besondere Bedeutung zu. Denn es wird offenbar zum Sinnbild für die Auseinandersetzung und den Anathemdialog zwischen Athen und Sparta. Die Niken des Lysander greifen das Motiv auf und passen es nicht einmal den äußeren Rahmenbedingungen an. Die Bedeutung einer auf einem Adler stehenden Nike ist in einem Zeusheiligtum wie Olympia ersichtlich und verdeutlicht – trotz des zunehmenden politischen Moments des Anathems – die Verbindung zu Zeus. Dieses Motiv unverändert in einem Athenaheiligtum aufzustellen, wirft die Frage nach der Intention und der Bedeutung auf, die diesem Motiv für die Spartaner zukam.
Sicher müssen die Niken des Lysander als eine politische Antwort auf die Nike des Paionios gewertet werden. Die Übernahme des Motivs wirkt auf den ersten Blick unpassend. Hier wird nicht nur das Begleittier des Zeus in einem Athenaheiligtum dargestellt, sondern auch ein Motiv übernommen, welches in Olympia mit einer deutlich antispartanischen Intention behaftet ist, um einen Sieg Spartas über Athen zu demonstrieren. Ausdrücklich wendet man sich damit von der Intention eines solchen Anathems als reine Dankesgabe an die Gottheit ab. Zwar wurden die Niken des Lysander offiziell der Athena geweiht, der inhaltliche Bezug zu ihr fehlt allerdings völlig. Vielmehr tritt besonders in diesem Fall der historische Aspekt des Anathems in den Vordergrund. Auch aus dem Weihanlass der Niken des Lysander wird das provokante Konzept des Anathems deutlich. Die Schlacht bei Aigospotamoi brachte die Entscheidung über den Ausgang des Peloponnesischen Krieges und gipfelte in der Kapitulation Athens.
Die Spartaner entschieden sich in polemischer Weise dafür, die bildliche Darstellung dieses überaus hochgestellten Sieges, mit demselben Motiv darzustellen, welches in Olympia eindeutig mit einem antispartanischen Grundgedanken verknüpft war. Sie ließen es zudem in zweifacher Ausführung aufstellen. Diese bewusste Parallelität stellt eine enorme Demütigung des athenischen Staates dar und eine deutliche Herabsetzung bereits errungener athenischer Siege über Sparta.